# The Myth of Fingerprints
The Myth of Fingerprints (bra: O Mito das Digitais) é um filme americano de 1997, escrito e dirigido por Bart Freundlich. Gravado na Nova Inglaterra, o filme conta a história de uma família disfuncional que se reúne para a Ação de Graças.

## Elenco
- Noah Wyle .... Warren
- Roy Scheider .... Hal
- Michael Vartan .... Jake
- Julianne Moore .... Mia
- Arija Bareikis .... Daphne
- Chris Bauer .... Jerry
- Blythe Danner .... Lena
- Hope Davis .... Margaret
- Christopher Duva .... Tom
- Laurel Holloman .... Leigh
- Brian Kerwin .... Elliot
- James LeGros .... Cezanne